# Aloe versicolor
Aloe versicolor ist eine Pflanzenart der Gattung der Aloen in der Unterfamilie der Affodillgewächse (Asphodeloideae). Das Artepitheton versicolor leitet sich von den lateinischen Worten vertere für ‚wechselnd‘ sowie color für ‚Farbe‘ ab.

## Beschreibung

### Vegetative Merkmale
Aloe versicolor wächst stammlos oder sehr kurz stammbildend, sprosst und bildet dichte Gruppen. Die etwa 15 fast linealischen Laubblätter bilden dichte Rosetten. Die trüb bläulichgrüne, bereifte Blattspreite ist 15 Zentimeter lang und 2 bis 9 Zentimeter breit. An ihrer gerundeten Spitze befinden sich drei bis fünf weiße, 1 Millimeter lange Zähne. Die festen, weißen Zähne am Blattrand sind 1,5 bis 2 Millimeter lang und stehen 5 bis 6 Millimeter voneinander entfernt. Der Blattsaft ist trocken tiefbraun.

### Blütenstände und Blüten
Der einfache Blütenstand erreicht eine Länge von 30 bis 40 Zentimeter. Die ziemlich dichten, zylindrischen, fast kopfigen Trauben sind etwa 5 Zentimeter lang. Die eiförmig-spitzen Brakteen  weisen eine Länge von 7 Millimeter auf und sind 4 Millimeter breit. Die korallenroten bis basal hell scharlachroten und darüber helleren Blüten sind an ihren Spitzen gelblich. Sie stehen an 15 bis 20 Millimeter langen Blütenstielen. Die Blüten sind etwa 25 Millimeter lang und an ihrer Basis gerundet. Auf Höhe des Fruchtknotens weisen die Blüten einen Durchmesser von 7 Millimeter auf, darüber sind sie nicht verengt. Ihre Perigonblätter sind fast auf gesamten Länge nicht miteinander verwachsen. Die Staubblätter und der Griffel ragen 3 bis 4 Millimeter aus der Blüte heraus.

## Systematik, Verbreitung und Gefährdung
Aloe versicolor ist auf Madagaskar in Humustaschen auf Silikatfelsen in Höhen von etwa 50 bis 70 Metern verbreitet. 
Die Erstbeschreibung durch André Guillaumin wurde 1950 veröffentlicht.
Aloe versicolor wird in Anhang I des Washingtoner Artenschutz-Übereinkommen geführt.

## Nachweise